# Краснодарский троллейбус
Краснода́рский тролле́йбус — система городского общественного транспорта в городе Краснодаре. Открыта 28 июля 1950 года.

## История развития
Первая троллейбусная линия была проложена по ул. Сталина (ныне ул. Красная) от горпарка к стадиону «Динамо», а затем — к городку нефтяников (район современной улицы Дзержинского). Потом появился троллейбусный маршрут к железнодорожному вокзалу, а также по улицам Северной и Шаумяна (перенос линии с улицы Красной). В те годы линии обслуживались троллейбусами МТБ-82.
В 1960-х годах троллейбусная линия продлена до стадиона «Кубань» и Фестивального микрорайона. Появилась модель троллейбусов ЗиУ-5.
В 1973 году произошло обновление троллейбусного хозяйства города — ЗиУ-5 были заменены новыми троллейбусами ЗиУ-682. В том же году были открыты троллейбусные линии по улицам Красноармейской, Седина, Захарова (разобрана в 1989 году), Атарбекова.
В 1974 году была открыта новая линия по ул. Карла Либкнехта до ТЭЦ и посёлка Гидростроителей (нынешний мкр. Гидростроителей), в 1977 году — по ул. Октябрьской (вместо линии по ул. Шаумяна), в 1978 году — по ул. Лизы Чайкиной (разобрана в 1999 году).

В 1980 году было открыто троллейбусное движение по северному участку улицы Тургенева. В 1983 году запущены троллейбусные линии на ул. Красных Партизан и в Комсомольский микрорайон, с 1985 года — до аэропорта.
В 1990-е годы троллейбусное хозяйство впало в состояние деградации, отразившейся в износе подвижного состава и нехватке водителей троллейбусов. В связи с этим в 1992 году в троллейбусном депо № 1 была налажена сборка троллейбусных поездов ЗиУ-682Г по системе Владимира Веклича, в то время как в троллейбусное депо № 2 начали поступать более вместительные машины ЗиУ-683/6205. Троллейбусные поезда эксплуатировались на краснодарских маршрутах более 20 лет, и в 2013 году Краснодар стал последним городом в странах бывшего СССР, в котором использовались сцепки из двух троллейбусов по системе многих единиц. Эксплуатация последних троллейбусных поездов закончилась 31 декабря 2013 года. Троллейбусные сцепки в СМЕ ЗиУ-682Г [Г00] № 093+094, № 114+115 и № 116+117 работали на 9-м маршруте до 30 ноября 2013 года, самая последняя из которых —№ 093+094 — работала до 31 декабря 2013 года. Общий срок эксплуатации троллейбусных поездов Владимира Веклича более чем в 20 городах бывшего СССР составил почти 48 лет.
В 2000-х годах были построены новые троллейбусные линии, связавшие с центром города район краевой больницы, восточную часть Комсомольского микрорайона, Кубанскую Набережную, Юбилейный микрорайон, микрорайон имени Жукова, улицу Школьную. Одновременно начались работы по капитально-восстановительному ремонту троллейбусов. Были организованы поставки нового подвижного состава ЗиУ-682Г-016.02 и ЗиУ-682Г-016.04, Тролза-5265.00 «Мегаполис»)
В 2013 году в город поступило 35 новых троллейбусов моделей ТролЗа-5275.03 «Оптима», ВМЗ-5298.01 «Авангард», СВАРЗ-МАЗ-6275. Каждая из машин имеет пониженный уровень пола и оснащена системой кондиционирования.
13 февраля 2018 года была закрыта троллейбусная ветка (маршрут № 16 закрыт), по ул. Тюляева. 21 апреля была закрыта троллейбусная ветка (маршрут № 11 закрыт), по ул. Школьной с конечной у парка Краснодар. 19 октября троллейбусная ветка была продлена по ул. Восточно-Кругликовской от ул. Черкасской до ул. Домбайской.
В 2019 году было закуплено 12 троллейбусов с автономным ходом модели ВМЗ-5298-01 на заводе «Транс-Альфа». Они вышли на маршрут № 15, проходящий по главной улице города — Красной.
10 июня 2023 года маршрут № 4 был продлён до жилого района «Немецкая деревня».

## Маршруты
| 2  | Мегацентр «Красная Площадь»           | Железнодорожный вокзал Краснодар-I (временно закрыт) |
| 4  | Жилой район «Немецкая деревня»        | Железнодорожный вокзал Краснодар-I                   |
| 6  | Бальнеолечебница                      | Железнодорожный вокзал Краснодар-I                   |
| 7  | Аэропорт                              | Железнодорожный вокзал Краснодар-I                   |
| 8  | Юбилейный микрорайон                  | Железнодорожный вокзал Краснодар-I                   |
| 10 | Кинотеатр «Аврора»                    | Автовокзал «Южный»                                   |
| 12 | Улица Благоева                        | Стадион «Кубань»                                     |
| 13 | Улица Благоева                        | Бальнеолечебница                                     |
| 14 | Бальнеолечебница                      | Комсомольский микрорайон, улица 1 Мая                |
| 15 | Улица Вологодская                     | Железнодорожный вокзал Краснодар-I                   |
| 20 | Комсомольский микрорайон, улица 1 Мая | Железнодорожный вокзал Краснодар-I                   |
| 21 | Улица Вологодская                     | Бальнеолечебница                                     |

## Троллейбусные депо Краснодара

### Троллейбусное депо № 1
Депо было открыто 1 декабря 1960 года, до этого времени обслуживание троллейбусов производилось в Северном трамвайном парке, который был расположен на месте бульвара по ул. Красной напротив стадиона «Динамо».
На балансе депо № 1 находится 101 пассажирский троллейбус, из них 29 машин ЗиУ-682 различных модификаций. Также в депо эксплуатируются троллейбусы Тролза-5265 «Мегаполис» (№ 005, 153—155), Тролза-5275.07 «Оптима» (№ 165—178), ВМЗ 5298.01 «Авангард»(№ 006—017,179-188), СВАРЗ-МАЗ-6275 (189—192, 194—196),  БКМ 32100D «Ольгерд» (№ 018-038) и 2 троллейбуса (созданные на базе гибридного автобуса) Тролза-5250 «Мегаполис» (№ 002—003). Специальный подвижной состав депо № 1 состоит из учебных троллейбусов ЗиУ-682 №У-5.
Троллейбусы первого депо курсируют по маршрутам: 4, 6, 8, 10, 13, 15, 21.
Адрес депо: г. Краснодар, ул. Дзержинского, д. 97.

### Троллейбусное депо № 2
Второе троллейбусное депо Краснодара открылось в мае 1975 года. На балансе депо № 2 находится 109 пассажирских троллейбусов, из них 34 троллейбуса ЗиУ-682 различных модификаций, 27 троллейбусов Тролза-5275.05/07/03 «Оптима», 8 троллейбусов марки СВАРЗ-МАЗ 6275 (277—284), 39 троллейбусов марки  БКМ «Ольгерд» (303-319, 400-421) . Кроме троллейбусов, на балансе депо находятся также городские автобусы. Служебный подвижной состав депо № 2 представлен учебными троллейбусами №У-2 и У-3 https://transphoto.org/list.php?did=359.
Депо обслуживает троллейбусные маршруты № 7, 12, 13, 14, 20.
Адрес депо: г. Краснодар, ул. Селезнёва, д. 197.
На базе МПРС (мастерские по ремонту подвижного состава) в 2021 году методом крупноузловой сборки был собран первый троллейбус. Запчасти поставляла компания «Алькор», процесс сборки курировали специалисты немецкой компании «CLAAS». В салоне есть кондиционер, wi-fi, средние двери оборудованы пандусом, есть место для инвалидов.

## Стоимость проезда
В ноябре 2024 года МУП «КТТУ» объявило о повышении цен на проезд в троллейбусе — с 7 декабря 2024 года стоимость проезда составляет 50 рублей. Оплатить проезд в краснодарском электротранспорте можно как наличными деньгами, так и с помощью транспортных и банковских карт.